# メドヴェジャ
メドヴェジャ（セルビア語:Медвећа / Medveđa、発音:/ˈmɛdvɛdʑа/、アルバニア語:Medvegja）は、セルビア、ヤブラニツァ郡の町、およびそれを中心とした基礎自治体である。1991年の国勢調査によると、メドヴェジャ自治体の人口は13,368人であった。2002年の国勢調査によると、自治体の人口は10,760人であり、うち町の人口は2,810人であった。

## 呼称
メドヴェジャの名前はセルビア語で「クマ」を意味する「медвед / medved」に由来している。アルバニア語では、Medvegja / Medvegjë（メドヴェジャ）と呼ばれている。

## 集落
メドヴェジャ自治体には以下の集落が含まれる。このうち、メドヴェジャとシヤリンスカ・バニャ（Sijarinska Banja）は町で、その他は村である。
| - ボグノヴァツ（Bogunovac） - ボロヴァツ（Borovac） - ヴァラディン（Varadin） - ヴェリカ・ブライナ（Velika Braina） - ヴラプツェ（Vrapce） - ガズダレ（Gazdare） - ゴルニャ・ラパシュティツァ（Gornja Lapaštica） - ゴルニ・ブチュメト（Gornji Bučumet） - ゴルニ・ガイタン（Gornji Gajtan） - グルバヴツェ（Grbavce） - グバヴツェ（Gubavce） - グルグトヴォ（Gurgutovo） - ドニャ・ラパシュティツァ（Donja Lapaštica） - ドニ・ブチュメト（Donji Bučumet） - ドニ・ガイタン（Donji Gajtan） - ドレンツェ（Drence） - ジュレカレ（Đulekare） - カピト（Kapit） - レツェ（Lece） - マラ・ブライナ（Mala Braina） - マロヴァツ（Marovac） - マチェドンツェ（Maćedonce） | - マチェドンツェ（レトコツェルスコ、Maćedonce） - メドヴェジャ（Medveđa） - メデヴツェ（Medevce） - ムルコニ（Mrkonje） - ネゴサヴリェ（Negosavlje） - ペトリリェ（Petrilje） - ポロシュティツァ（Poroštica） - プスト・シロヴォ（Pusto Šilovo） - ラヴナ・バニャ（Ravna Banja） - レトコツェル（Retkocer） - ルイコヴァツ（Rujkovac） - スヴィルツェ（Svirce） - シヤリナ（Sijarina） - シヤリンスカ・バニャ（Sijarinska Banja） - スポンツェ（Sponce） - スレドニ・ブチュメト（Srednji Bučumet） - スタラ・バニャ（Stara Banja） - ストゥブラ（Stubla） - トゥラレ（Tulare） - トゥパレ（Tupale） - ツルニ・ヴルフ（Crni Vrh） - チョコティン（Čokotin） |

## 住民

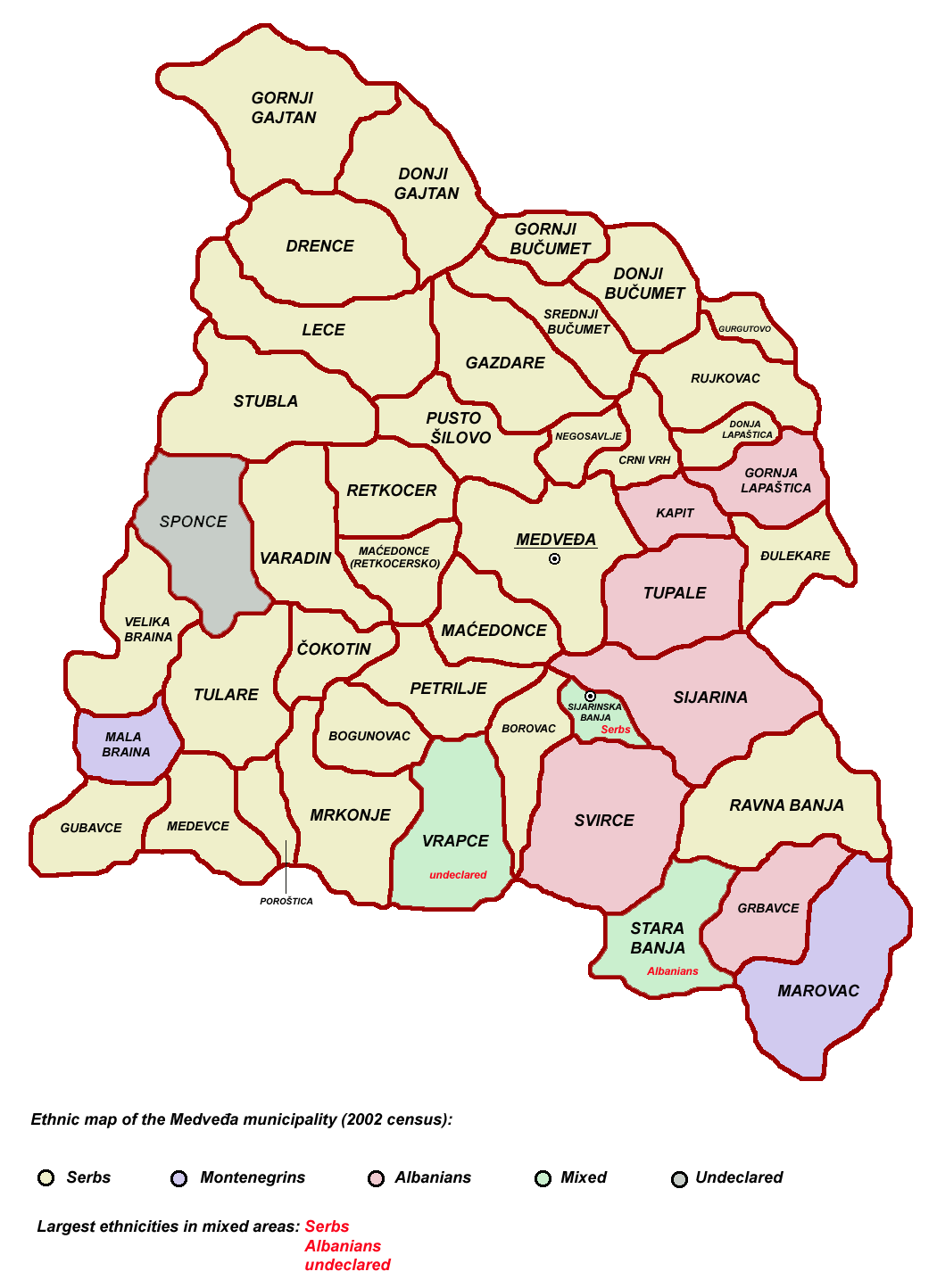
メドヴェジャ自治体の地区ごとの民族構成

### メドヴェジャ自治体の民族構成
1991年の国勢調査では、メドヴェジャ自治体の民族構成は以下の通りであった:
- セルビア人 =7,205 (68.86%)
- アルバニア人 = 2,832 (28.67%)
- その他 = 330 (2.47%)

2002年の国勢調査では、メドヴェジャ自治体の民族構成は以下の通りであった:
In 2002, the population of the Medveđa municipality was composed of:
- セルビア人 = 6,535 (70.03%)
- アルバニア人 = 1,816 (26.17%)
- ロマ = 108 (1%)

### 集落ごとの多数派民族
セルビア人が多数派、あるいは比較多数である集落は次の通りである: メドヴェジャ、ボロヴァツ、ヴァラディン、ヴェリカ・ブライナ、ドニ・ブチュメト、ドニ・ガイタン、ドレンツェ、レツェ、マチェドンツェ、マチェドンツェ（レトコツェルスコ）、メデヴツェ、ムルコニェ、ネゴサヴリェ、ペトリリェ、ポロシュティツァ、プスト・シロヴォ、ルイコヴァツ、スポンツェ、スレドニ・ブチュメト、ストゥブラ、トゥラレ、ツルニ・ヴルフ、チョコティン、マラ・ブライナ、マロヴァツ
アルバニア人が多数派、あるいは比較多数である集落は次の通りである: ゴルニャ・ラパシュティツァ、グルバヴツェ、カピト、スヴィルツェ、シヤリナ、ジュレカレ、スタラ・バニャ、ラヴナ・バニャ、シヤリンスカ・バニャ、トゥパレ

### メドヴェジャの町の民族構成
2002年の国勢調査では、メドヴェジャの町の民族構成は以下の通りであった:
In 2002, the population of the Medveđa town was composed of:
- セルビア人 = 2,460 (87.36%)
- アルバニア人 = 203(7.22%)
- ロマ = 97 (3.45%)

## 政治
2004年の市議会選挙で各党が獲得した議席数は以下の通りである:
- メドヴェジャのための連合 (11)
- セルビア社会党 (7)
- 民主党 (6)
- 民主改革党 (6)
- 民主行動党 (6)
- セルビア再生運動 (3)
- セルビア急進党 (2)

1999年から2001年にかけて、アルバニア人のゲリラ組織であるプレシェヴォ・メドヴェジャ・ブヤノヴァツ解放軍（UÇPMB）が、メドヴェジャおよびブヤノヴァツ、プレシェヴォのセルビアからの分離と、将来の独立したコソボへの統合を目指して活動し、プレシェヴォ渓谷危機と呼ばれる軍事衝突に発展した。